# Спортивные объекты зимней Универсиады 2017
 28-я зимняя Универсиада 2017 проходит в Алма-Ате, Казахстан
Спортивные сооружения представляют собой совокупность спортивных объектов, а также других объектов, предназначенных для проведения Универсиады: используемые во время церемонии открытия и закрытия, а также во время спортивных соревнований.
Практически все объекты находятся в черте города.
Почти все спортивные объекты Универсиады были построены задолго до её открытия, только дворцы «Алматы Арена», «Халык Арена» и комплекс зданий Атлетической деревни для проживания участников были сданы в 2016 году.
На строительство и развитие инфраструктуры к Универсиаде-2017 из республиканского бюджета было выделено 109 миллиарда тенге. Стоимость строительства ледового дворца «Алматы Арена» составила 38,5 млрд, ледового дворца «Халык Арена» 23,4 млрд, комплекса зданий Атлетической деревни для проживания участников 42,6 млрд тенге.

## Арены Универсиады
| Сооружение                                    | Адрес                                                   | Виды спорта | Вместимость объекта | Год возведения |
| --------------------------------------------- | ------------------------------------------------------- | --- | ------------------- | -------------- |
| Высокогорный спорткомплекс «Медео»            | г. Алма-Ата, урочище Медеу, ул. Горная 465              | конькобежный спорт                                                                                              | 8100 сидячих мест   | 1972           |
| Горнолыжная база «Чимбулак»                   | г. Алма-Ата, урочище Шымбулак, ул. Горная 640В          | горнолыжный спорт (слалом, гигантский слалом, супергигантский слалом, скоростной спуск), сноуборд, фристайл     | 3000 стоячих мест   | 1950           |
| Дворец спорта и культуры имени Балуана Шолака | г. Алма-Ата, пр-т Абая 44                               | шорт-трек (скоростной бег на коньках на короткой дорожке), хоккей с шайбой (женщины)                            | 3725 сидячих мест   | 1967           |
| Лыжно-биатлонный стадион «Алатау»             | Алматинская обл., Талгарский р/н, ул. Солдатское ущелье | лыжные гонки, биатлон, лыжное двоеборье                                                                         | 1800 сидячих мест   | 2010           |
| Ледовый дворец «Халык Арена»                  | г. Алма-Ата, Кульджинский тракт, 2Д                     | хоккей с шайбой (мужчины)                                                                                       | 3000 мест           | 2016           |
| Ледовый дворец «Алматы Арена»                 | г. Алма-Ата, ул. Момышулы (ниже пр-та Рыскулова)        | фигурное катание (одиночное, парное катание, танцы на льду), кёрлинг Церемония открытия и закрытия Универсиады. | 12000 мест          | 2016           |
| Комплекс лыжных трамплинов «Сункар»           | г. Алма-Ата, пр-т Аль-Фараби 128/8                      | прыжки на лыжах К 95 (NH)                                                                                       | 5200 мест           | 2010           |
| Спортивно-развлекательный комплекс «Табаган»  | Алматинская обл., Талгарский р/н, посёлок Бескайнар     | сноуборд, фристайл                                                                                              | 800 стоячих мест    | 1950           |